# 王鐘銘
王鐘銘（1978年12月8日—）是臺灣新北市出生的中華民國政治人物、社運人士、公務員，台灣綠黨籍。

## 早年
王鐘銘1978年12月8日出生於臺北縣，曾就讀臺北縣板橋市後埔國民小學；國小三年級時舉家遷回淡水鎮，就讀臺北縣淡水鎮淡水國民小學。臺北縣立淡水國民中學畢業、國立臺灣師範大學附屬高級中學畢業、國立中正大學中國文學系畢業、國立新竹教育大學台灣語言與語文教育研究所肄業。2006年12月任職臺北市社子島社區刊物《双河彎》創刊主編。
王鐘銘自2004年起開始參與維基百科，曾擔任中華民國維基媒體協會籌備聯絡人，為該協會理事。
王鐘銘曾參選2010年新北市第一選區市議員選舉，是台灣選舉史上少有的已出櫃同性戀候選人，但未當選。2012年角逐新北市第一選舉區立法委員，同樣落選。

## 選舉

### 第一屆新北市議員選舉
王鐘銘在新北市改制後第一屆新北市議員選舉（第一選區）時，提出淡水「農業才是未來」的觀點，主張要復育淡水農業，修正休耕補貼，鼓勵青年返鄉。此外也主張發展文創產業、提升公共基礎設施，以及建立「綠色交通」等。政策上主張環境保護，強調農業在台灣經濟中的重要性，曾打扮成「神農大帝」的形象參加抽籤。王鐘銘也將理念應用於競選，提倡「環保選舉」，反對使用宣傳車、競選旗幟、競選傳單等常見台灣競選手法，主張「乾淨而安靜的選舉」。最後他雖以8321票（得票比7.5%）落選，但已是台灣綠黨在這次選舉中的最高票候選人，並宣示繼續投入2012年的立法委員選舉，唯開票結果不如預期，以僅僅5,038的得票張數（得票比2.37%）落選。
另外，王鐘銘在接受英國廣播公司專訪時表示，對台灣主要政黨的弱勢群體權益保障政策感到失望，是他投入選舉的原因之一。他認為選民應該支持代表弱勢群體的民意代表，因為如果政府照顧了弱勢群體的權利，那其他選民的權利也會有所改善。例如在2011年，教育部就「國中小學課程是否納入性多元教育」召開公聽會時，他主張同志教育應納入性別教育的一環。
| 號次 | 黨籍       | 姓名     | 得票數 | 得票率 | 當選 |
| ---- | ---------- | -------- | ------ | ------ | ---- |
| 1    | 台灣綠黨   | 王鐘銘   | 8,321  | 7.50%  |      |
| 2    | 無黨籍     | 蔡錦賢   | 24,179 | 21.78% |      |
| 3    | 中國國民黨 | 鄭戴麗香 | 30,122 | 27.14% |      |
| 4    | 民主進步黨 | 呂子昌   | 28,707 | 25.86% |      |
| 5    | 中國國民黨 | 李文德   | 17,509 | 15.77% |      |
| 6    | 無黨籍     | 練瑞農   | 2,166  | 1.95%  |      |

### 第八屆立法委員選舉
2012年第八屆立法委員選舉結果類似2010年之市議員選舉，王鐘銘於工商較發達區域支持率反而較鄉村高，其得票數分別為：石門區122票（1.77%）、三芝區235票（1.83%）、淡水區2,942票（3.50%）、八里區308票（1.59%）、林口區754票（1.64%）、泰山區677票（1.57%）。據信，低得票數癥結除了缺乏既有的長期在基層耕耘外，政見過於空泛、超脫民情現實也是主要的問題之一，而這也是綠黨這類以環境保護、高知識份子為訴求，不願關注經濟繁榮與環境和諧並存課題，以而形成全民持續參予運動的環保團體，所始終無法跨越的障礙。但王在敗選後，接受網路媒體採訪時，自己歸納敗選原因，癥結在於目前立法委員選舉制度設計與社會資源集中高度兩大政黨的小黨生存困境問題。
| 號次 | 候選人 | 政黨       | 得票數  | 得票率 | 當選標記 |
| ---- | ------ | ---------- | ------- | ------ | -------- |
| 1    | 何博文 | 民主進步黨 | 90,125  | 42.44% |          |
| 2    | 余宗珮 | 親民黨     | 9,359   | 4.41%  |          |
| 3    | 王鐘銘 | 台灣綠黨   | 5,008   | 2.37%  |          |
| 4    | 吳育昇 | 中國國民黨 | 107,821 | 50.78% |          |

### 第二屆新北市議員選舉
王鐘銘於2014年九合一選舉中代表臺灣綠黨參選第二屆新北市議員（八里、淡水、三芝、石門選區），以較上屆更低的6,880票數落選。值得注意的是，近年淡水區人口移入增加顯著，王的得票數卻明顯流失了，以淡水區而言，此區人口自2010年至2014年止，四年期間成長了15,032人(2010年143,439人，2014年158,471年，增幅約達110%)，王在本區得票數卻不增反減(上屆7,061票，本屆5,812)，只剩下第一屆的八成稍強，顯見未獲新市鎮、紅樹林等近年主要新興人口移入區的選民支持，而在石門、三芝、八里的得票數也都有程度不等的減少。
| 號次 | 黨籍       | 姓名     | 得票數 | 得票率 | 當選 |
| ---- | ---------- | -------- | ------ | ------ | ---- |
| 1    | 中國國民黨 | 鄭戴麗香 | 18,779 | 17.21% |      |
| 2    | 台灣綠黨   | 王鐘銘   | 6,880  | 6.30%  |      |
| 3    | 民主進步黨 | 鄭宇恩   | 31,928 | 29.26% |      |
| 4    | 無黨籍     | 蔡錦賢   | 20,167 | 18.48% |      |
| 5    | 中國國民黨 | 蔡葉偉   | 16,421 | 15.05% |      |
| 6    | 民主進步黨 | 呂子昌   | 14,919 | 13.67% |      |

## 活動
王鐘銘和其所屬的綠黨，其組織動員的模式和以往參政者深耕地方派系的方式不同，而是類似大學社團活動的延續，他們雖只有一小群人，卻懂得應用網路各發聲平台，以「環境正義」為訴求，舉辦各種社團式活動（如網聚、讀書會、「散步」）匯聚人氣，或突顯特定議題增加個人曝光率與熱絡選情。其發起之活動包括「917真無車反淡北淡水老街散步」，以及FACEBOOK上的「一人一張照，救救淡江夕照」，或在特定地方建設公聽會發動群眾參予等。。在苦勞網上，前綠黨黨員投書指摘，王鐘銘以綠黨資源參選民代過程中及落選後，在行政資源與人事等方面疑似不當的舉措。其與王就青年參議願等綠黨組織再造的討論內容揭露，連日引發廣泛討論。
作為代表綠黨的淡水區民意代表參選人，王鐘銘的政見以環保議題為訴求與交通建設多有衝突，其反對之交通建設包括蘇花高速公路、淡江大橋、淡北道路等。2013年王鐘銘組織反淡北道路運動與淡海新市鎮二期開發區抗爭運動。先後向臺北高等行政法院提起行政訴訟，使得淡北道路因遭判決撤銷環評，而陷入停工命運。並組織淡海新市鎮二期地主戶成立「淡海二期反徵收自救聯盟」進行抗爭運動，從而成功吸引媒體關注，甚至被形容為「大埔第二」。同年6月參與新北市江翠國中護樹行動，遭警方以「妨害公務罪」起訴，2015年1月判決有期徒刑3個月。但王鐘銘拒絕易科罰金，選擇入獄服刑。

## 外部連結
- 王鐘銘的Facebook （页面存档备份，存于）